# 九道乡
九道乡，是中华人民共和国湖北省十堰市房县下辖的一个乡镇级行政单位。

## 行政区划
九道乡下辖以下地区：
卸甲坪村、八里坡村、咸池沟村、义渡坪村、关坪村、九道梁村、塘坊垭村、响应沟村和瓦房坪村。